# Hugo Schrader (Kamerahersteller)
Hugo Schrader (* vor 1880; † 1940) war ein deutscher Unternehmer, der als Pionier der Fotokameraherstellung gilt.

## Leben
Seine Ausbildung erhielt Schrader beim Unternehmen Voigtländer in Braunschweig. 1900 trat er in das Unternehmen seines späteren Schwiegervaters Rudolf Krügener ein.
Schrader gründete 1902 das Unternehmen Plaubel & Co., das er nach seinem Schwager Karl Plaubel benannte. Das Geschäftsfeld umfasste zuerst den Handel und die Herstellung fotografischer Gegenstände, Objektive und Zubehör. Zunächst wurden nur Objektive hergestellt: das vierlinsige Doppel-Ortar 1:1,6 mit Brennweiten von 6 cm bis 75 cm sowie das Peconar 1:8, 15 cm bis 25 cm. Erst 1909 begann auf Wunsch vieler Kunden die Kameraproduktion (Präzisions-Peco, eine Laufbodenkamera für die Negativformate 9 cm × 12 cm / 10 cm × 15 cm mit Luftbremsenverschluss mit drei Lamellen).
Eine weitere besondere Entwicklung war eine kleine Scherenkamera, bei der die Antriebseinrichtung beider Scheren mit Micrometer-Antrieb im Vorderteil angeordnet war. Dadurch wurde das Vorderteil der Kamera mit dem Objektivträger absolut parallel zur Negativ-Plattenebene geführt. Zudem konnten die Einstellung von Entfernung und Belichtungszeit bei geschlossenem Apparat erfolgen. Diese Kamera kam 1912 als Kleinst-Stereokamera (Stereo-Makina) für das Format 4,5 cm × 10,7 cm auf den Markt.
Die rege Nachfrage führte dazu, sie auch als Einzelbildkamera für das Format 4,5 cm × 6 cm herzustellen.

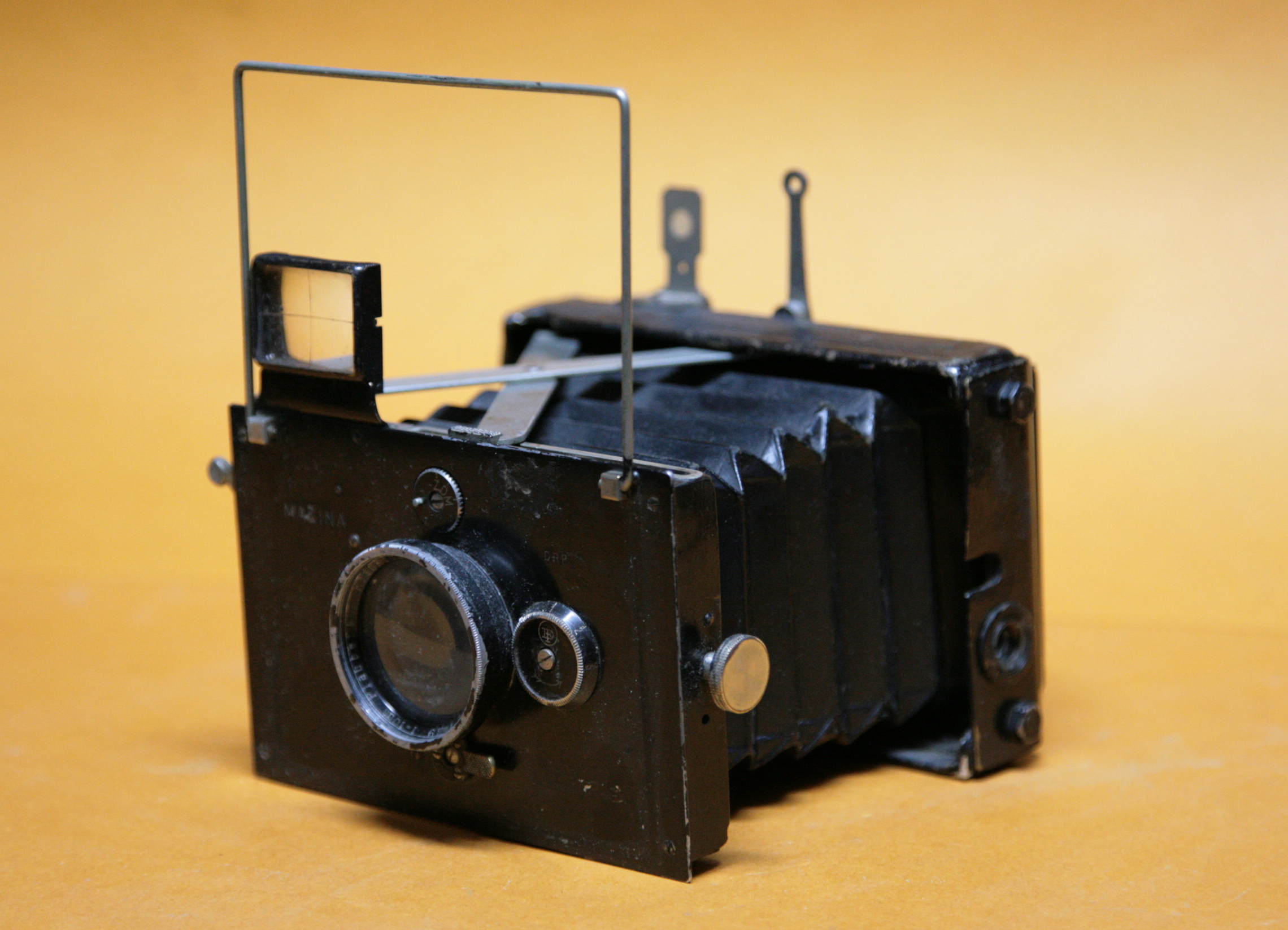
Plaubel Makina, 1912

Anfang Juli 1911 brachte das Unternehmen die Makina auf den Markt, die in die Geschichte der Fotografie einging. Sie war die einzige Kleinkamera ihrer Zeit mit Hoch-Tief-Verstellung des Objektivs.
Nach dem Ersten Weltkrieg wurde die Produktion der Makina für das Format 6,5 cm × 9 cm aufgenommen mit einer für jene Zeit erstaunlichen Lichtstärke des Objektivs von 1:3. Ab 1912 wurde der vom Unternehmen Friedrich Deckel entwickelte Compur-Verschluss in die Makina eingebaut. 1926 und 1927 brachte Plaubel weitere Verbesserungen der Stereokameras für die Formate 6 cm × 13 cm und 4,5 cm × 10,7 cm heraus. Fünf Jahre nach dem Eintritt des Sohns Goetz Schrader in das Unternehmen wurde es 193 in eine Aktiengesellschaft umgewandelt. 
Schrader war verheiratet mit Ruth, der Tochter des damaligen renommierten Kameraherstellers Rudolf Krügener. Er war der Vater des Kamerakonstrukteurs Goetz Schrader. 1940, nach dem Tod von Hugo Schrader, übernahm sein Sohn die Leitung der Firma Plaubel.